# Max Ehmer
Max Ehmer (Fráncfort del Meno, 3 de febrero de 1992) es un futbolista alemán. Juega de defensa y su club es el Gillingham F. C. de la English Football League Two. 

## Clubes
| Club                             | País       | Año           |
| -------------------------------- | ---------- | ------------- |
| Queens Park Rangers F. C.        | Inglaterra | 2009-2015     |
| Yeovil Town F. C. (cedido)       | Inglaterra | 2010-2012     |
| Preston North End F. C. (cedido) | Inglaterra | 2012          |
| Stevenage F. C. (cedido)         | Inglaterra | 2013          |
| Carlisle United F. C. (cedido)   | Inglaterra | 2013-2014     |
| Gillingham F. C. (cedido)        | Inglaterra | 2014-2015     |
| Gillingham F. C.                 | Inglaterra | 2015-2020     |
| Bristol Rovers F. C.             | Inglaterra | 2020-2021     |
| Gillingham F. C.                 | Inglaterra | 2021-presente |